# Linde (Hückeswagen)

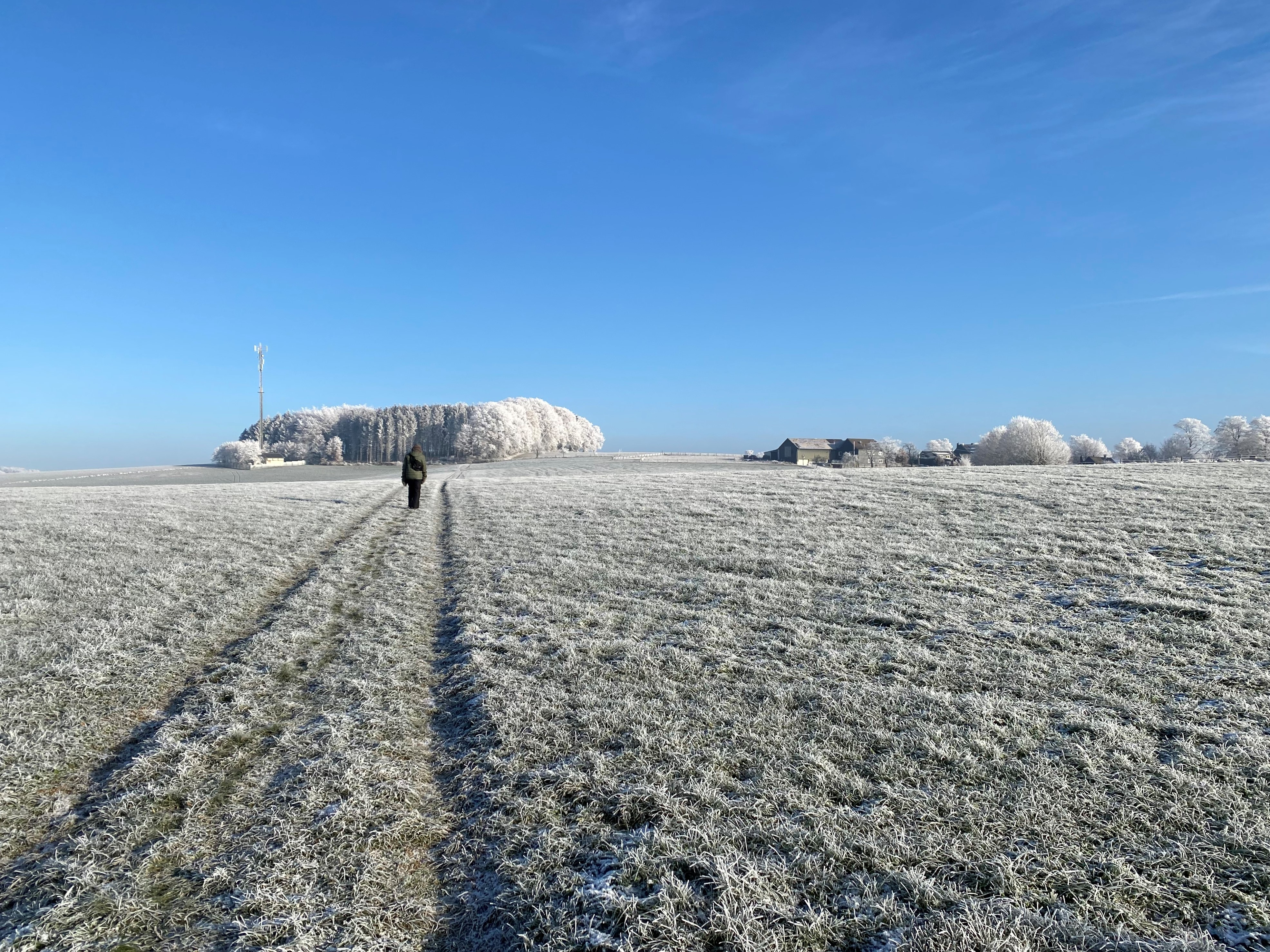
Linde mit Anhöhe Heiderfeld (375 m) – Wanderweg A3

Linde ist eine Ortschaft in Hückeswagen im Oberbergischen Kreis im Regierungsbezirk Köln in Nordrhein-Westfalen (Deutschland).

## Lage und Beschreibung
Linde liegt im nordöstlichen Hückeswagen an der Bundesstraße 483 (B 483). Nachbarorte sind Buchholz, Wüste, Funkenhausen, Zipshausen, Neuenherweg, Herweg, Heinhausen und Eckenhausen.
Nördlich von Linde ist die 375 m hohe Anhöhe Am Heiderfeld, von der man über 70 km weit in die Links-Rheinische Bucht blicken kann. Der Wanderweg verläuft hier entlang eines Wallrains, der eine bis ins 15. Jahrhundert zurückreichende Grenze zwischen Wald und Offenland markiert.
Der Mickenhagener Bach entspringt bei Linde.

## Geschichte
Ein Hückeswagener Ort Linde wurde 1487 erstmals urkundlich erwähnt. In der Darlehnsliste für Herzog Wilhelm von Jülich-Berg ist ein Wolekwy zo der Lynde aufgeführt. Es ist aber unklar, ob dabei nicht das Linde aus der Großen Honschaft bei Dörpfeld gemeint ist, das seit dem 19. Jahrhundert Dörpfelderhöhe genannt wird. Die Karte Topographia Ducatus Montani aus dem Jahre 1715 zeigt den Hof als Lingen. Im 18. Jahrhundert gehörte der Ort zum bergischen Amt Bornefeld-Hückeswagen.
1815/16 lebten zwölf Einwohner im Ort. 1832 gehörte Linde der Herdingsfelder Honschaft an, die ein Teil der Hückeswagener Außenbürgerschaft innerhalb der Bürgermeisterei Hückeswagen war. Der laut der Statistik und Topographie des Regierungsbezirks Düsseldorf als Weiler kategorisierte Ort besaß zu dieser Zeit fünf Wohnhäuser und fünf landwirtschaftliche Gebäude. Zu dieser Zeit lebten 19 Einwohner im Ort, allesamt evangelischen Glaubens.
Im Gemeindelexikon für die Provinz Rheinland werden 1885 sieben Wohnhäuser mit 31 Einwohnern angegeben. Der Ort gehörte zu dieser Zeit zur Landgemeinde Neuhückeswagen innerhalb des Kreises Lennep. 1895 besitzt der Ort fünf Wohnhäuser mit 23 Einwohnern, 1905 vier Wohnhäuser und 25 Einwohner.
Linde liegt an dem Teilabschnitt Hückeswagen–Radevormwald einer mittelalterlichen Heer-, Handels- und Pilgerstraße, der heutigen Bundesstraße.

## Wander- und Radwege
Folgende Wanderwege führen durch den Ort oder an ihm vorbei:
- Die SGV-Hauptwanderstrecke X7 (Residenzenweg) von Arnsberg nach Düsseldorf-Gerresheim
- Der Ortswanderweg ▲ vom Radevormwalder Zentrum nach Purd
- Der Ortsrundwanderweg A3 (Frohnhauser Bachtal – Wüste – Linde – Neuenherweg – Eckenhausen – Mickenhagen – Zentrum)

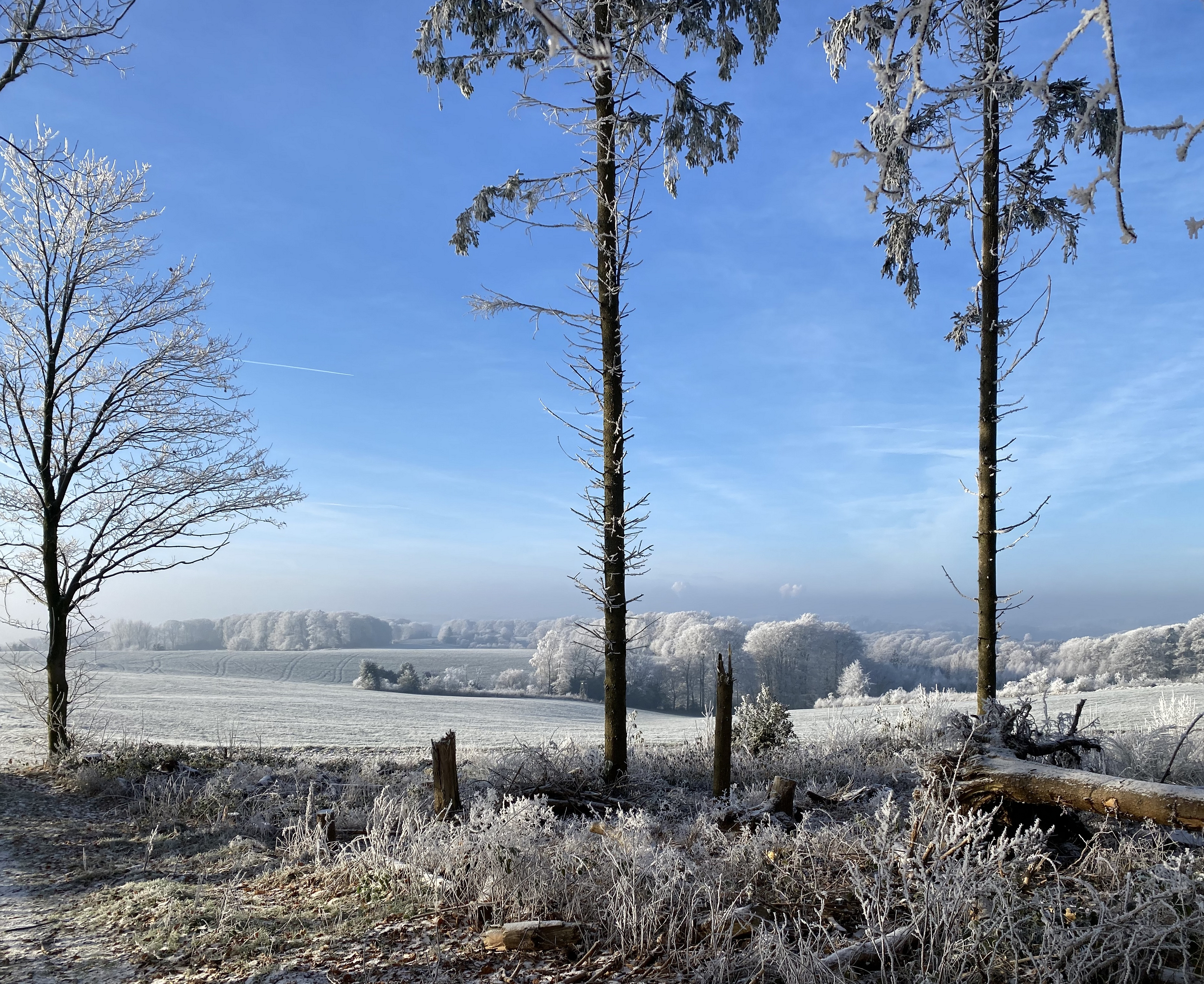
Aussicht bei Linde (Richtung Köln)
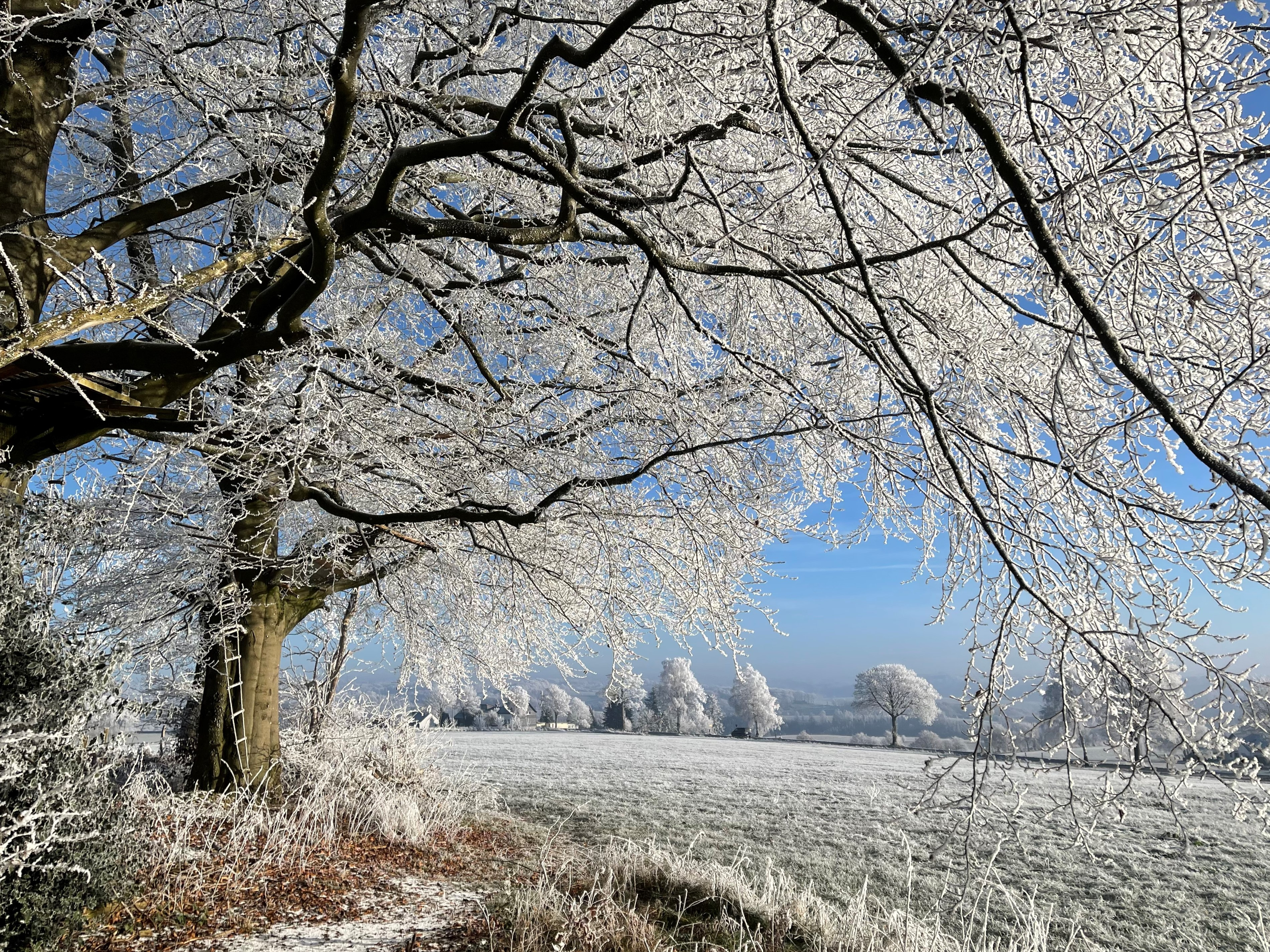
Wallrain nördl. Linde am Wanderweg A3

## Bus- und Bahnverbindungen
- VRS Buslinie 339 von Hückeswagen nach Radevormwald